# Lladorre
Lladorre är en kommun och ort i Spanien.  Den ligger i provinsen Província de Lleida och regionen Katalonien, i den nordöstra delen av landet, 500 km nordost om huvudstaden Madrid. Lladorre ligger 2 032 meter över havet och antalet invånare är 239.
Terrängen runt Lladorre är bergig österut, men västerut är den kuperad. Lladorre ligger nere i en dal. Runt Lladorre är det mycket glesbefolkat, med 3 invånare per kvadratkilometer. Närmaste större samhälle är Espot, 14,1 km väster om Lladorre. I omgivningarna runt Lladorre växer i huvudsak blandskog.